# ハタハタ寿司

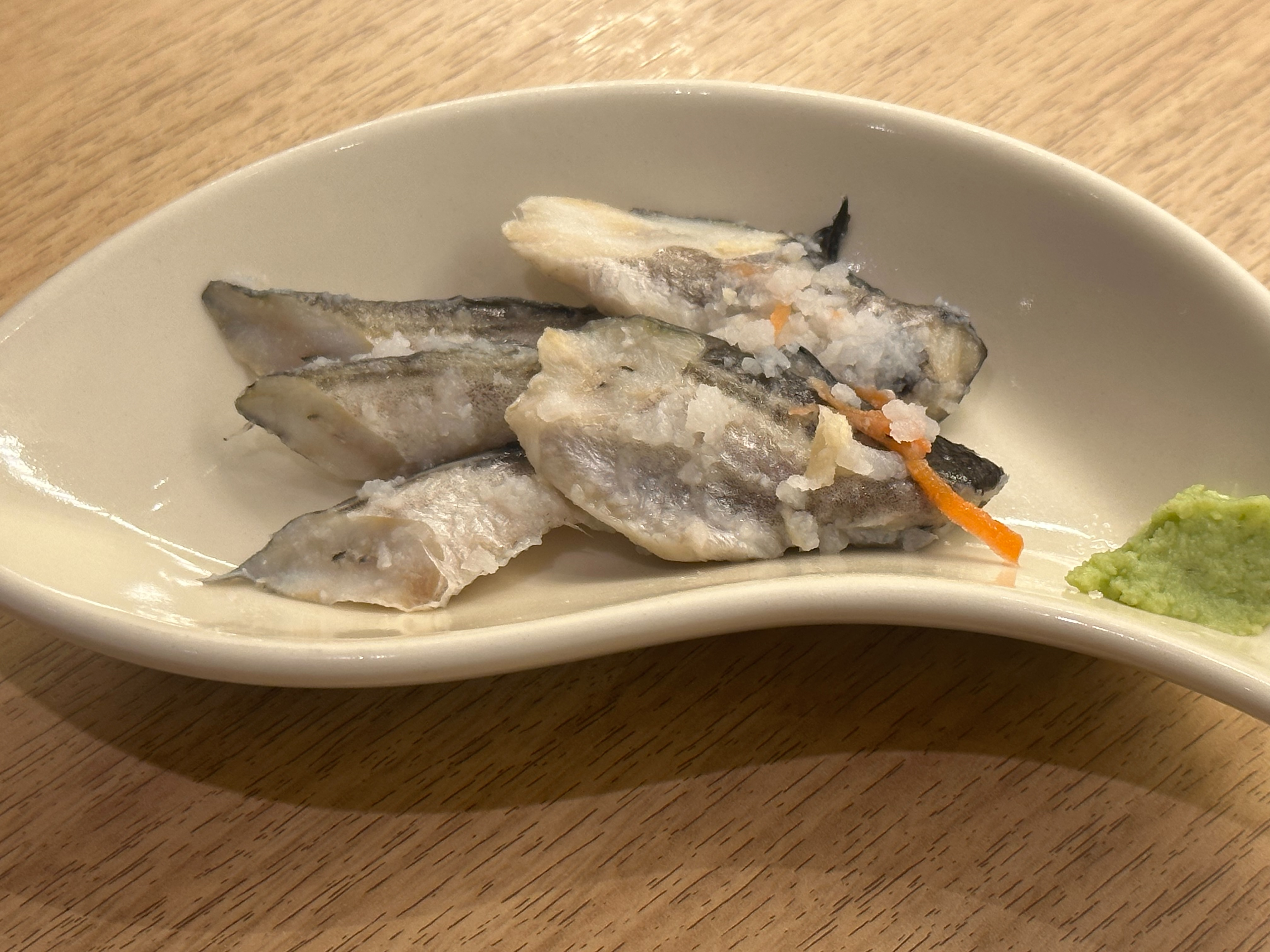
ハタハタ寿司、秋田にて

ハタハタ寿司（ハタハタずし）とは、秋田県の郷土料理で、ハタハタ（鰰）を用いた飯寿司（イズシ）の一種、発酵ずしである。ハタハタ漬けとも。

## 概要
江戸時代、ハタハタは安価な魚で、貴人には好まれなかったが民衆の間では人気を得ていた。ハタハタ寿司は海岸部だけでなく秋田全域で食べられており、昭和初期の東部山地など、普段は海産物を口にする機会が少ない地域でも、年末になると箱に多く詰められた塩ハタハタが寿司にされた。
一匹の姿のまま漬ける「一ぴきずし」、頭だけ落として漬ける「全（まる）ずし」、切り身にして漬ける「切りずし」がある。祝宴の場で供される一ぴきずしが最も格式が高いが、店舗で販売されるハタハタ寿司は全ずしが多い。
下処理して塩漬けにしたハタハタを水に漬けて塩出しする。麹を混ぜた飯とカブやニンジンなどの野菜、昆布などとともに桶に詰め、重石をして漬ける。3～4週間くらいで食べられる。出来上がった寿司は生で食べられるほか、炙って食べられることもある。塩出しした後で酢にくぐらせる、漬け込みの際にどぶろくを振り掛けるというのは新しい技法で、古い漬け方では酢や酒は用いないと思われる。
北海道でもハタハタの飯寿司は郷土料理とされている。米、麹、魚、野菜が使われ乳酸菌による発酵が行われる。なお北海道の飯寿司は鮭、ホッケ、キンキなども使われている。
秋田と同じくハタハタの産地である鳥取県の賀露地区にも、祭の際に振る舞われる郷土料理としてハタハタ寿司が存在する。ハタハタを塩漬けにしたあと塩抜きをし、酢・塩・砂糖で味を調えたおからに漬け込んで作る。